# 于格·德·利奥纳
于格·德·利奥纳，弗雷纳侯爵（法語：Hugues de Lionne，Marquis de Fresnes，1611年10月11日—1671年9月1日），是法国的政治家，是路易十四时期的法兰西王国枢密院外交大臣。他曾與當時權臣朱爾·馬薩林一同促成萊茵同盟。